# دایکی کاواتو
دایکی کاواتو (انگلیسی: Daiki Kawato؛ زادهٔ ۵ آوریل ۱۹۹۴) بازیکن فوتبال اهل ژاپن است.